# Brådska
Brådska er en kortfilm fra 2013 instrueret og med manuskript af Jakob Jonas.